# Раде Радовић
Радован Раде Радовић (Косово и Метохија, 1961 — Билећа, 1998) био је учесник ратова у Хрватској и Босни и Херцеговини и командант војне јединице Билећки добровољци из источне Херцеговине, због чега је био проглашен за четничког војводу.

## Биографија
Радован Радовић рођен је 1961. на Косову и Метохији, од оца Обрена и мајке Анице. У Билећу се доселио 1981. и ту је формирао породицу.
По избијању рата у Хрватској, Радовић приступа српским добровољцима који ратују за Републику Српску Крајину, на ратишту у Источној Славонији. С почетком рата у Босни и Херцеговини, Радовић се враћа у Билећу и на његову иницијативу формира се јединица Билећки добровољци, која је бројала 94 припадника, а од којих је њих 24 погинуло током овог рата. Одмах након формирања, јединица биљежи успјехе у околини Стоца. Током рата јединица је прошла бројна ратишта источне Херцеговине, од Билеће, преко Невесиња и Мостара, па све до Требиња, Фоче и Горажда. Изузетно запажене резултате једина постиже средином 1992, у борбама на Подвележју, затим током Митровданске офанзиве, као и у априлу 1994. на горажданском ратишту и септембру исте године на Прењу. Радовић постаје члан Српске радикалне странке 1994, а затим га је председник странке др. Војислав Шешељ прогласио и за четничког војводу.
Радован Радовић је убијен 1998. у Билећи, а убица је за овај злочин осуђен на двије године затвора. Радован је био ожењен Радиславком Радовић и са њом је имао сина Милоша и кћерке Марију и Милицу. Данас једна од невесињских улица носи његово име.
У судском процесу против Војислава Шешеља, пред Хашким трибуналом, у свједочењу Војислава Дабовића од 28. јануара 2010, констатовано је да је Радовић био један од најхрабријих и најчаснијих Срба током рата у Босни и Херцеговини, као и то да се за њега не може везати нити један злочин.